# Penningillusion
Penningillusion är oförmågan att skilja mellan en nominell förändring av ett belopp från förändringen i köpkraft. Om lönerna och priserna stiger med samma procenttal, innebär det att reallönen är oförändrad eftersom man kan köpa samma mängd varor som tidigare. De högre priserna kan dock ge en irrationell uppfattning om att det har blivit dyrare att leva, även om man i själva verket kan leva precis som förut. 